# Maria Thins
.
Maria Thins (1593 i Gouda – 27. december 1680 i Delft) var en nederlandsk kvinde og kunstmaleren Johannes Vermeers svigermor.

## Liv
I 1622 blev hun gift med Reynier Bolnes, en fremtrædende og velstående teglbrænder. Ægteskabet endte ikke lykkeligt. Han mishandlede hende og tvang hende til at spise alene. En gang slog han den højgravide Maria Thins med en stok, og mishandlingen gik også ud over hendes døtre – sønnen tog imidlertid farens parti. Familien flyttede til et hus, hvor kunstmaleren Wouter Crabeth havde boet. Det hjalp ikke på ægteskabet, og i 1641 besluttede Maria Thins at flytte til Delft, hvor hendes bror boede. Hendes mand nægtede hende en juridisk skilsmisse, men ved en bodeling 1649 fik hun en betydelig sum. Maria Thins, der var en hengiven katolik, flyttede til den katolske del af byen Papenhoek – Pavehjørnet, en fremgangsrig og velhavende bydel. Katolikkerne udgjorde omkring 25% af Delfts befolkning, men var alligevel at betragte som andenrangsborgere. Huset, hun flyttede til, må have været både rummeligt og af god kvalitet. Det kostede 2.400 gylden, mens et almindeligt hus i Delft kostede 600-800 gylden.
I 1653 ægtede den yngste af hendes døtre, Catharina, kunstmaleren Johannes Vermeer i stilhed i den lille landsby Schipluiden. Johannes var som hovedparten af nederlænderne calvinist, og det antages ofte, at Maria Thins modsatte sig ægteskabet, før Johannes var gået over til katolicismen. Det er også muligt, at det unge par tvang deres vilje igennem, og at Catharina allerede før ægteskabet var flyttet ind hos Johannes og tvang Maria til at acceptere forholdet. Mellem 1653 og 1660 flyttede den nye familie og deres hastigt voksende børneflok ind i Maria Thins' rummelige hus på Oude Langendijk, hvor Vermeer fik atelier på anden sal.
Maria Thins syntes at have været en vigtig del i deres liv. Hun var en hengiven tilhænger af jesuiterordenen, som holdt til i en nærliggende kirke. Det synes at have smittet af på Johannes og Catherina. I hvert fald fik alle deres elleve levende børn bibelske navne; deres tredje søn fik navnet Ignatius, antagelig efter Ignatius Loyola, jesuiterordenens grundlægger. Det vides ikke, om deres børn blev døbt i den katolske kirke, da kirkebøgerne er gået tabt. Johannes og Catharinas førstefødte blev døbt Maria antagelig efter Maria Thins. Ingen af børnene var derimod opkaldt efter Johannes' far eller mor, hvilket ellers var almindeligt. Det kunne indikere et brud med sin egen familie – måske på grund af katolicismen.
I 1663 blev hendes søn Willem, en arbejdsløs ungkarl, indespærret på en anstalt, efter at han flere gange havde angrebet både sin mor og sin gravide søster Catharina. Han havde råbt eder efter moderen og teet sig, så det tilkaldte en større menneskemængde, og Maria Thins ikke turde forlade sit hjem. Opholdet på anstalten kostede hende årligt 310 gylden, og derfor overtog hun Willems ejendom i 1665. Marias misfornøjelse med sin søn kan ses af hendes tredje testamente. Hvor hun tidligere i testamentet havde betænkt Willem det samme som hans søskende, fik han i det nye testamente fra 1667 kun tvangsarven, 1/6 af boet.
I 1672 led Maria Thins et alvorlig økonomisk tab, da hendes ejendom ved Schoonhoven blev oversvømmet for at forhindre den franske hær i at krydse den hollandske vandlinje. I 1674 foretog Vermeer adskillige forretningsrejser på vegne af sin svigermor, Maria Thins. Først til Gouda efter hendes mands død og senere til Amsterdam. I Amsterdam snød Johannes tilsyneladende Maria, idet han lånte et større beløb med hende som kautionist uden hendes vidende. Vermeer havde store økonomiske problemer og døde kort efter – ifølge hans kone som følge af økonomien. Efter Johannes' død erklærede Maria Thins, at hun havde understøttet Johannes og hans voksende familie, og at hun til gengæld havde fået overdraget maleriet "Maleriets kunst". I 1676 boede hun i Haag, men flyttede tilbage til Delft, hvor hun blev begravet i den protestantiske gamle kirke den 27. december 1680 – ved siden af Vermeer. Begravelsesoptegnelserne angiver hende som enke efter Rijnier Bolnes. Hendes datter Catharina flyttede nu til Breda, hvor hun døde den 30. december 1687.